# Byzacena
Byzacena (auch Byzacium, altgriechisch Βυζάκις Byzákis oder auch Βυσσᾶτις Byssâtis) war in der Spätantike eine Provinz des Römischen Reiches in Nordafrika.
Gegen Ende des 3. Jahrhunderts spaltete der römische Kaiser Diokletian im Rahmen seiner Verwaltungsreformen von der großen Provinz Africa zwei kleinere Provinzen ab, Byzacena und Tripolitanien. Erstere umfasste die Sahelregion von Tunesien. Als geographische Bezeichnung wird der Name Byssâtis/Byzákis schon vor der römischen Eroberung gebraucht.
Hadrumetum wurde Hauptstadt der neugeschaffenen Provinz Byzacena und entwickelte sich nach Karthago zur wichtigsten Stadt im römischen Nordafrika.
Die Provinz teilte das Schicksal des römischen Afrikas und war am 15. Dezember 533 Schauplatz der Schlacht bei Tricamarum, die das Schicksal des Vandalenreiches in Nordafrika besiegelte. Anschließend wurde die Byzacena Teil des byzantinischen Nordafrikas. Um 670 wurde die Byzacena von dem arabischen Feldherrn ʿUqba ibn Nāfiʿ erobert, der im selben Jahr Kairuan gründete. Als der Exarch zusammen mit dem Berberfürsten Kusaila 683 Uqba ibn Nafi vernichtend schlug, wurde die Provinz zurückerobert, fiel jedoch spätestens 698 endgültig an die Araber.